# Caja Madrid
A Caja Madrid, formalmente a Caja de Ahorros y Monte de Piedad de Madrid, com sede em Madri, era a mais antiga das caixas de poupança espanholas. Foi fundada em 3 de dezembro de 1702, por Francisco Piquer, sacerdote aragonês. A Caja Madrid era o banco de propriedade regional da Comunidade de Madri (Comunidad de Madri).
Em 30 de julho de 2010, a Caja Madrid assinou um acordo de fusão com outros seis bancos de poupança para formar o Bankia em 3 de dezembro de 2010. A Caja Madrid detinha 52,6% do controle da nova empresa.

## História
O Monte de Piedad de Madrid não cobrou juros sobre seus empréstimos até 1836, quando foi introduzida uma cobrança para cobrir os custos operacionais da organização. Em 1838, por decreto real, a Caja de Ahorros de Madrid foi fundada como um banco de poupança no modelo britânico, seguindo as idéias de Jeremy Bentham. Inicialmente, a Caja de Ahorros e o Monte de Piedad trabalharam juntos, mas permaneceram instituições separadas.
Em 1869, as duas instituições foram fundidas e se tornaram o Monte de Piemonte e a Caja de Ahorros de Madri. Posteriormente, para mostrar a importância do lado da economia da operação, o título da instituição resultante da fusão foi revertido e tornou-se a Caja de Ahorros e o Monte de Piemonte de Madri.

## Negócios anteriores

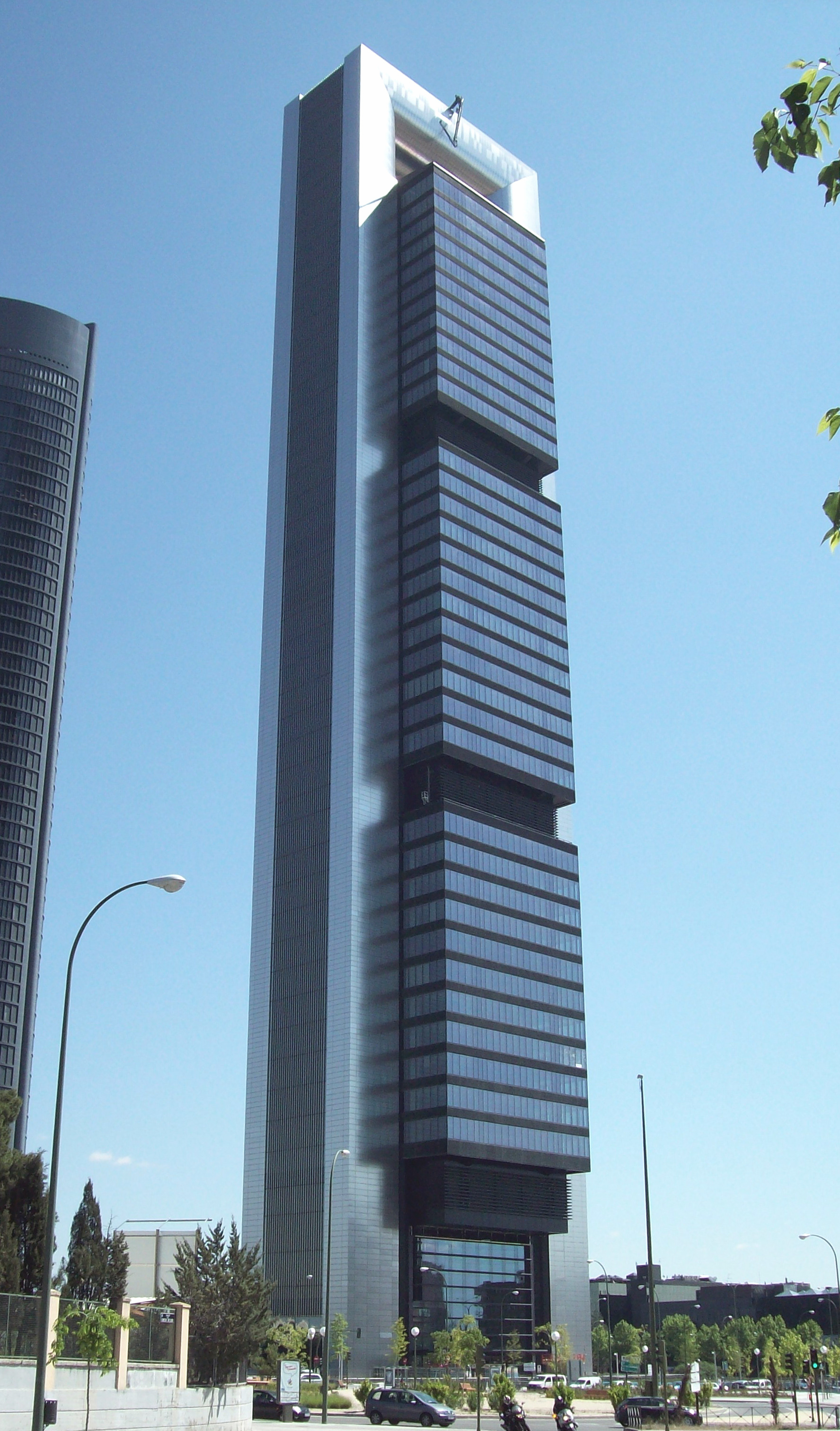
Torre Caja Madrid, foi sede da Caja Madrid, situada em Fuencarral-El Pardo, Madrid.

A Caja Madrid foi o quarto maior grupo financeiro da Espanha, com um faturamento de 180.700 milhões de euros em 2005. Tinha 12.800 funcionários em uma rede nacional de 1.900 escritórios e quatro filiais estrangeiras em Miami, Lisboa, Dublin e Viena. Também possuía 330 agências bancárias nos escritórios da companhia de seguros Mapfre.
Além dos negócios bancários tradicionais, a Caja Madrid participa de uma coleção de empresas, diretamente ou através da holding, Corporacion Financiera Caja Madrid. .

## Responsabilidades sociais
A Caja Madrid realizou um trabalho social através de duas entidades que criou: Obra Social Caja Madrid e Fundación Caja Madrid. Eles realizaram trabalhos em seu nome nas áreas de assistência social, ensino, assuntos culturais e meio ambiente. Por exemplo, a Fundación Caja Madrid criou a Casa Encendida em Madri em 2002. Em 2005, o valor gasto pelos dois organismos em nome da Caja Madrid atingiu 161 milhões de euros. Alguns dos usuários do banco o criticaram, juntamente com os outros bancos de poupança espanhóis, por terem perdido seu caráter beneficente no desenvolvimento de seus negócios como banco.

## Nova sede
Em 2009, a Caja Madrid adquiriu uma nova sede em um novo prédio de escritórios para arranha-céus, conhecido como Torre Caja Madrid (Torre Caja Madrid). A torre foi projetada para a empresa espanhola Repsol, e o principal arquiteto era Norman Foster. A torre agora é arrendada pela CEPSA e costumava ser chamada Torre CEPSA. Está situado no distrito de Fuencarral-El Pardo, em Madrid. A torre tem 45 andares e tem 250 metros de altura.